# Николай Чариков
Николай Валериевич Чариков (на руски: Николай Валерьевич Чарыков) е руски дипломат. Той е дипломатически агент в София в периода февруари 1896 – февруари 1897 г., по време на Българската криза. Посредник в преговорите за амнистия на българските офицери, емигрирали в Русия по време на управлението на Стефан Стамболов.
Роден е на 8 януари 1855 г. в село Нова Григориевка, Руска империя. Следва в Императорския александровски лицей заедно с бъдещия външен министър А. П. Изволски. Представлява Руската империя в папския двор във Ватикана, начело е на руските посолства в Сърбия, Нидерландия и Турция. Действителен член е на Императорското руско археологическо дружество, Императорското руско географско дружество, Руското историческо дружество, Историко-родословното дружество в Москва и Руското генеалогично дружество. Интересува се от архивни дела, а през 1909 г. публикува сбирка „Известия за дуела на Пушкин, налични в Холандия“. Умира на 12 септември 1930 г. в Истанбул, Турция.